# Phố Hàng Mành
Hàng Mành (hay còn có tên trước kia là Hàng Hài) là một con phố thuộc quận Hoàn Kiếm, trong khu phố cổ Hà Nội, đi từ phố Hàng Nón đến phố Hàng Bông. Phố Hàng Mành có chiều dài 152 mét.

## Lịch sử
Phố Hàng Mành nguyên là đất thôn Yên Thái và thôn Kim Bát thượng, tổng Tiền Túc, huyện Thọ Xương cũ. Phố ngày nay thuộc phường Hàng Gai, quận Hoàn Kiếm. Phố ra đời hơn một trăm năm trước, hình thành do một số người dân làng Giới Tế (thuộc huyện Yên Phong, Bắc Ninh) di cư đến lập nghiệp. Làng Giới Tế là một làng chuyên làm mành mành, có tên Nôm là Rừng Mành. Do vậy mà có tên gọi con phố được gọi là Hàng Mành.
Thời kháng chiến chống Pháp, nhà số 1 vào cuối năm 1938 là cơ sở bí mật của Hoàng Văn Thụ. Lúc đó căn nhà là hiệu cắt tóc do ông Nguyễn Bá Song mở ra làm nơi liên lạc của đảng bộ Hà Nội. Ông Hoàng Văn Thụ lúc ấy có bí danh là Tôn, đóng vai làm người kéo quạt thuê.
Tên phố thời Pháp thuộc là rue des Stores. Nơi đây cũng nổi tiếng với hương vị món ăn bún chả Hàng Mành.